# Trogon cuanegre de l'Equador
El trogon cuanegre de l'Equador  (Trogon mesurus) és una espècie d'ocell de la família dels trogònids (Trogonidae) que habita la selva humida de l'oest de l'Equador.